# Imigração nicaraguense no Brasil
A imigração nicaraguense no Brasil é pouco expressiva em comparação com outras imigrações como a de sul-americanos. O Brasil é um dos países que mais tem nicaraguenses.